# 贾玛清真寺 (法泰赫普尔西克里)

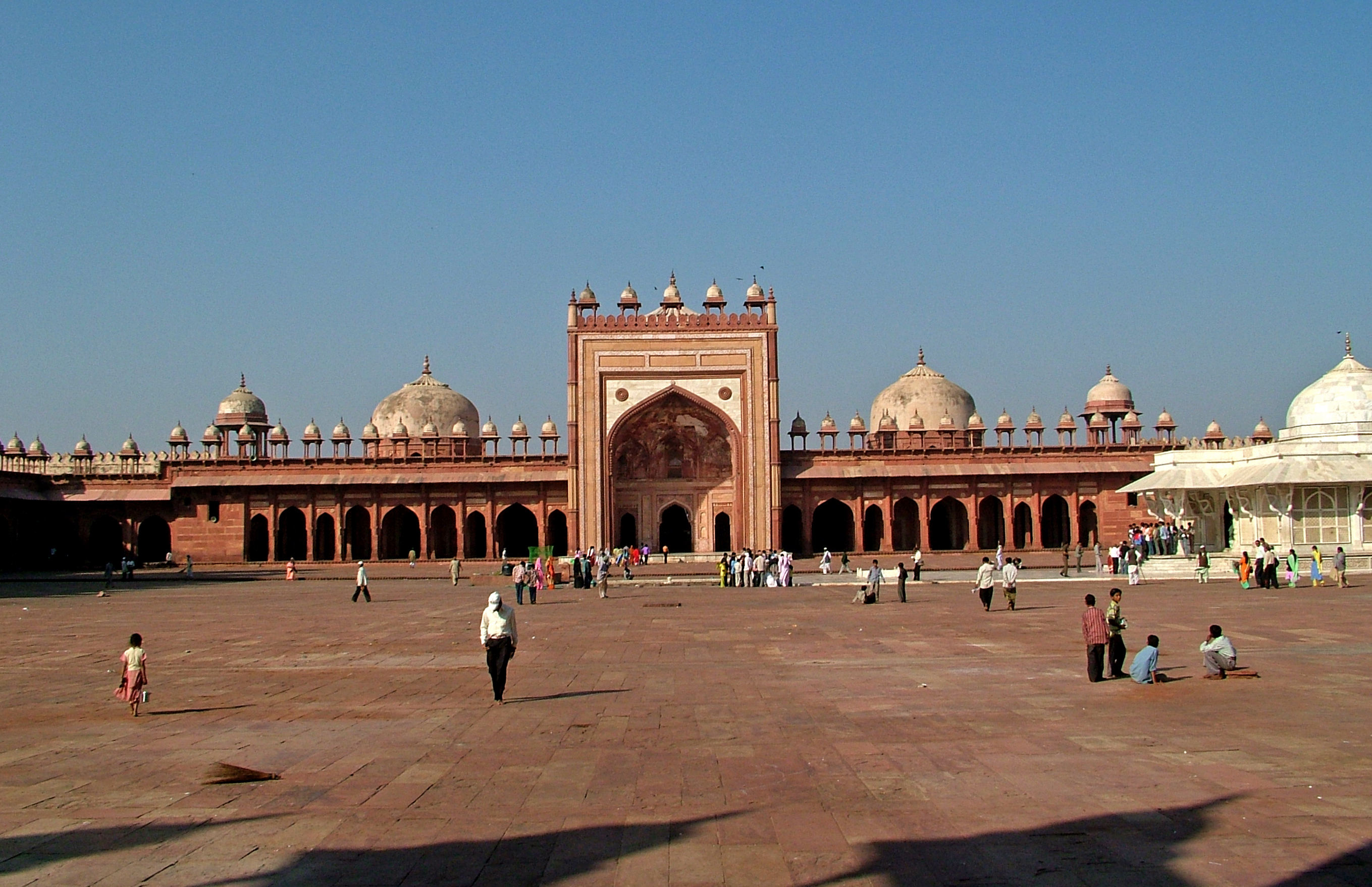

贾玛清真寺（Jama Masjid）意为星期五清真寺，位于印度北方邦阿格拉縣的小镇法泰赫普尔西克里。它是印度最大的清真寺之一，也是印度最受信徒追捧的朝圣地之一，以及阿格拉縣游客最多的旅游目的地之一。现在是世界遗产法泰赫普尔西克里的一部分。
贾玛清真寺是由莫卧儿帝国皇帝阿克巴亲自指挥建造，建于1571年。它长约165米。 一些设计反映了伊朗建筑的特征。

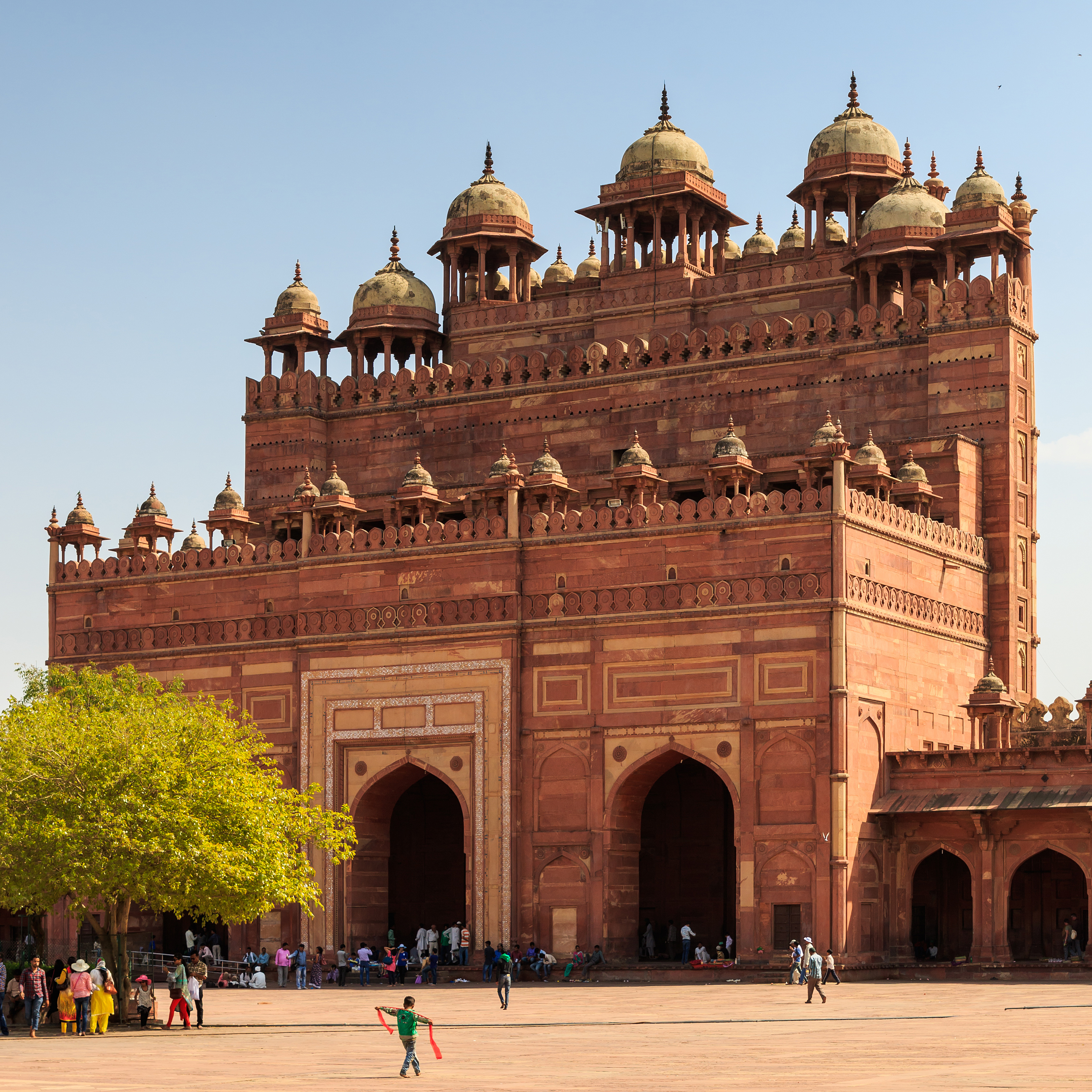
胜利之门

胜利之门（Buland Darwaza）和萨利姆·奇什蒂之墓也是清真寺建筑群的一部分。